# Ginny Tyler
Mary Virginia Tyler est une actrice américaine née Merrie Virginia Erlandson le 8 août 1925 à Seattle (État de Washington), et morte le 13 juillet 2012.

## Filmographie
- 1963  : Merlin l'Enchanteur : Little Girl Squirrel
- 1964  : Mary Poppins : Lambs ("Jolly Holiday" sequence)
- Space Ghost and Dino Boy - Jan
- Fantastic Four - Sue Richards
- Davey and Goliath 1960-71 TV series - Sally, Davey's mother